# Гарві Барнс
Гарві Барнс (англ. Harvey Barnes; нар. 9 грудня 1997, Бернлі) — англійський футболіст, фланговий півзахисник клубу «Ньюкасл Юнайтед».
Виступав, зокрема, за клуб «Барнслі», а також молодіжну збірну Англії.

## Клубна кар'єра
Народився 9 грудня 1997 року в місті Бернлі. Вихованець футбольної школи клубу «Лестер Сіті», до академії якого потрапив у віці дев'яти років. Він добре проявив себе в клубній команді юнаків до 18 років, з якою у 2015 році дійшов до півфіналу Молодіжного кубка Англії. У сезоні 2015/16 Барнс притягувався до ігор команди до 21 року, продовжуючи виступати й в молодшій команді «Лестера». У 2016 році Гарві виступав за команду «Лестера» на міжнародному турнірі з футболу «сім на сім» (HKFC Soccer Sevens), де його команда виграла другий приз. У червні 2016 року Барнс уклав з «Лестер Сіті» свій перший професійний контракт на три роки.
У першій половині сезону 2016/17 Барнс виступав за «Лестер» в Лізі професіонального розвитку і добре проявив себе там, забивши п'ять голів і віддавши п'ять гольових передач. Завдяки цьому молодий футболіст отримав шанс зіграти за основну команду клубу. Його дебют відбувся 7 грудня 2016 року в матчі Ліги чемпіонів проти «Порту», в якому Барнс на 76-й хвилині замінив Денні Дрінквотера. Хоча зустріч завершилася розгромною поразкою «Лестера» з рахунком 0:5, свій вихід на поле в матчі Гарві назвав величезним досягненням.
20 січня 2017 року Барнс був відданий в оренду до кінця сезону клубу Першої футбольної ліги «Мілтон-Кінз Донз». На наступний день Гарві дебютував у складі «Донз» у матчі проти «Нортгемптон Таун», в якому на 76-й хвилині вийшов на заміну, а через три хвилини відзначився забитим голом. Барнс провів дуже успішну другу половину сезону 2016/17, зігравши в Першій лізі 21 матч і забив шість голів. За підсумками сезону він був визнаний найкращим молодим гравцем року в команді. Крім того, Барнс був визнаний найкращим гравцем сезону в команді «Лестера», яка грала у Лізі професіонального розвитку.
21 липня 2017 року Лестер оголосив про підписання з Барнсом нового контракту на чотири роки. Коментуючи укладення контракту, головний тренер «Лестер Сіті» Крейг Шекспір заявив: «Він [Барнс] — яскравий, обдарований хлопець із хорошим ставленням до справи і великим майбутнім. Ми раді, що це майбутнє пов'язане з „Лестер Сіті“». Після яскравої гри Барнса в сезоні 2016/17 відразу кілька клубів звернулися до керівництва «Лестера» з пропозиціями про оренду гравця. 11 серпня 2017 року Гарві був відданий в оренду до кінця сезону 2017/18 клубу «Барнслі», який виступає в Чемпіоншипі. Тренер «Барнслі» Пол Гекінгботтом зазначив: «Гарві — дійсно талановитий молодий гравець, і ми щасливі його прибуттю на „Оуквелл“ [домашній стадіон клубу]». Барнс дебютував у новому клубі 12 серпня в матчі проти «Іпсвіч Таун», в якому вийшов на заміну на 80-й хвилині. 26 серпня в матчі проти «Сандерленда» він вперше зіграв у стартовому складі «Барнслі» і відзначився першим забитим голом за клуб. Всього у складі «Барнслі» в Чемпіоншипі Гарві зіграв 23 матчі, в яких забив 5 голів і віддав 4 гольові передачі. За підсумками жовтня 2017 року він був визнаний найкращим гравцем місяця в клубі.
1 січня 2018 року «Лестер» повернув Барнса з оренди. 6 січня Гарві вийшов у стартовому складі на матч Кубка Англії проти «Флітвуд Таун». 19 квітня Барнс дебютував у Прем'єр-лізі, вийшовши на заміну в доданий час матчу з «Саутгемптоном».
24 липня 2018 року Барнс уклав з «Лестером» новий контракт на чотири роки. У той же день він був відданий в оренду до кінця сезону 2018/19 клубу «Вест Бромвіч Альбіон» з Чемпіоншипу. 4 серпня він дебютував у складі своєї нової команди в матчі проти «Болтон Вондерерз» і відзначився забитим голом. Барнс став у «Вест Бромвічі» важливим гравцем основного складу, зігравши 26 матчів і забивши 9 голів. 11 січня 2019 року керівництво «Лестера» ухвалило рішення завершити оренду і повернути гравця в розташування клубу. У другій половині сезону 2018/19 Барнс зумів закріпитися в основному складі «Лестера» і зберегти його при кількох тренерах. 20 квітня 2019 року в матчі з «Вест Гемом» він забив гол, який став для нього першим у складі «Лестера» і в Прем'єр-лізі. Всього Барнс зіграв 16 матчів, забив один гол і віддав дві гольові передачі.
14 червня 2019 року Барнс уклав з «Лестером» новий п'ятирічний контракт. 24 серпня 2019 року Гарві забив переможний для «Лестера» гол у матчі з «Шеффілд Юнайтед». Цей гол був визнаний найкращим голом місяця в Прем'єр-лізі. Станом на 19 липня 2020 року відіграв за команду з Лестера 52 матчі в національному чемпіонаті.

## Виступи за збірні
16 травня 2017 року Барнс був включений до складу юнацької збірної Англії, яка вирушила на міжнародний Турнір в Тулоні. Англійська збірна була складена з гравців різних юнацьких (до 18, 19 і до 20 років), але кістяк її склали гравці команди до 18 років. Барнс дебютував у збірній 29 травня в матчі проти молодіжної збірної Анголи, в якому вийшов на заміну на 58-й хвилині. У наступному матчі зі збірної Куби, який відбувся 1 червня, Барнс забив два голи. Також він відзначився дублем і в півфінальному матчі з командою Шотландії. Англійська збірна виграла Турнір в Тулоні, обігравши у фіналі в серії пенальті збірну Кот-д'Івуару, причому Барнс реалізував один з післяматчевих пенальті. З чотирма забитими голами Барнс розділив звання найкращого бомбардира турніру зі земляком Джорджем Герстом і ангольським футболістом Чіку Банзою. Загалом на юнацькому рівні взяв участь у 10 іграх, відзначившись 6 забитими голами.
У 2018—2019 роках залучався до складу молодіжної збірної Англії, у складі якого був учасником молодіжного чемпіонату Європи 2019 року в Італії та Сан-Марино, де англійці не вийшли з групи.

## Статистика виступів

### Статистика клубних виступів
| Сезон                   | Команда                 | Чемпіонат               | Чемпіонат | Чемпіонат | Національний кубок | Національний кубок | Національний кубок | Континентальні кубки | Континентальні кубки | Континентальні кубки | Інші змагання | Інші змагання | Інші змагання | Усього | Усього | Усього |
| Сезон                   | Команда                 | Ліга                    | Ігор      | Голів     | Ліга               | Ігор               | Голів              | Ліга                 | Ігор                 | Голів                | Ліга          | Ігор          | Голів         | Ігор   | Голів  |        |
| ----------------------- | ----------------------- | ----------------------- | --------- | --------- | ------------------ | ------------------ | ------------------ | -------------------- | -------------------- | -------------------- | ------------- | ------------- | ------------- | ------ | ------ | ------ |
| 2016-січ. 2017          | «Лестер Сіті»           | ПЛ                      | -         | -         | КА+КЛ              | -                  | -                  | ЛЧ                   | 1                    | 0                    | -             | -             | -             | 1      | 0      |        |
| січ.-черв. 2017         | «Мілтон-Кінс Донс»      | 1Л                      | 21        | 6         | КА+КЛ              | -                  | -                  | -                    | -                    | -                    | ТФЛ           | -             | -             | 21     | 6      |        |
| 2017-січ. 2018          | «Барнслі»               | ЧФЛ                     | 23        | 5         | КА+КЛ              | 0+2                | 0                  | -                    | -                    | -                    | -             | -             | -             | 25     | 5      |        |
| січ.-черв. 2018         | «Лестер Сіті»           | ПЛ                      | 3         | 0         | КА+КЛ              | 2+0                | 0                  | -                    | -                    | -                    | -             | -             | -             | 5      | 0      |        |
| лип. 2018-січ. 2019     | «Вест-Бромвіч Альбіон»  | ЧФЛ                     | 26        | 9         | КА+КЛ              | 0+2                | 0                  | -                    | -                    | -                    | -             | -             | -             | 28     | 9      |        |
| січ.-черв. 2019         | «Лестер Сіті»           | ПЛ                      | 16        | 1         | КА+КЛ              | -                  | -                  | -                    | -                    | -                    | -             | -             | -             | 16     | 1      |        |
| 2019–20                 | «Лестер Сіті»           | ПЛ                      | 36        | 6         | КА+КЛ              | 2+3                | 1+0                | -                    | -                    | -                    | -             | -             | -             | 41     | 7      |        |
| Усього за «Лестер Сіті» | Усього за «Лестер Сіті» | Усього за «Лестер Сіті» | 55        | 7         |                    | 7                  | 1                  |                      | 1                    | 0                    |               | -             | -             | 63     | 8      |        |
| Усього за кар'єру       | Усього за кар'єру       | Усього за кар'єру       | 125       | 27        |                    | 11                 | 1                  |                      | 1                    | 0                    |               | -             | -             | 137    | 28     |        |

## Особисте життя
Син професіонального футболіста Пола Барнса, відомого за виступами в першому, другому і третьому дивізіонах Англії.

## Досягнення
- Володар Кубка Англії (1):

«Лестер Сіті»: 2020-21
- Володар Суперкубка Англії (1):

«Лестер Сіті»: 2021
- Володар Кубка Футбольної ліги (1):

«Ньюкасл Юнайтед»: 2024-25